# AGM-181 LRSO
El AGM-181 Long Range Stand Off Weapon (LRSO) es un misil de crucero lanzado desde el aire con cabezas nucleares que Raytheon Technologies está desarrollando y que reemplazará al AGM-86 ALCM.

## Desarrollo
A partir del 24 de agosto de 2017, Raytheon y Lockheed Martin recibieron contratos por separado de 900 millones de dólares del Departamento de Defensa y la Fuerza Aérea de EE. UU. y están desarrollando sus propias versiones. Los contratos debían finalizar en 2022, cuando el Departamento de Defensa seleccionará un diseño para continuar con los desarrollos.
Para reemplazar el ALCM, la USAF planeó otorgar un contrato para el desarrollo de la nueva arma de largo alcance Stand-Off en 2015. A diferencia del AGM-86, el LRSO se transportará en múltiples aviones. El programa LRSO es desarrollar un arma que pueda penetrar y sobrevivir a los sistemas integrados de defensa aérea y perseguir objetivos estratégicos. Se requiere que las armas alcancen la capacidad operativa inicial (IOC) antes del retiro de sus respectivas versiones ALCM, alrededor de 2030.
Los contratos de desarrollo de tecnología debían presentarse antes de finales de 2012. En marzo de 2014, el Departamento de Defensa anunció un retraso adicional de tres años en el proyecto, retrasando la adjudicación del contrato hasta el año fiscal 2018. El Comité de Servicios Armados de la Cámara se movió para rechazar este retraso. El retraso fue causado por presiones financieras y un plan de adquisición incierto, y permitido por la larga vida útil restante del AGM-86 y la falta de necesidad urgente en comparación con otras necesidades de defensa.  Las designaciones YAGM-180A y YAGM-181A se han asignado a los prototipos LRSO de Lockheed Martin y Raytheon Technologies respectivamente. El proyecto de ley de autorización de defensa para el año fiscal 2020 aprobado por el Congreso derogó el requisito de una versión de ojiva convencional del LRSO, dejando solo la variante armada nuclear. La Fuerza Aérea utilizará el JASSM-ER y el JASSM-XR de mayor alcance para cumplir la función de misil de separación convencional.
En abril de 2020, la Fuerza Aérea anunció planes para continuar el desarrollo del arma de separación de largo alcance con Raytheon Company como contratista único.
El 1 de julio de 2021, la USAF otorgó a Raytheon un contrato de costo más tarifa fija para la etapa de desarrollo de ingeniería y fabricación del programa LRSO, con opciones que podrían llevar el contrato a alrededor de 2 mil millones de $. DefenseNews informó que la USAF podría comprar más de 1000 misiles AGM-181, que se prevé que tengan un alcance de más de 1500 millas (2400 km).

## Diseño
El AGM-181 se integrará con el bombardero B-52H y B-21. La ojiva nuclear del misil será la ojiva W80 mod 4.

## Usuarios
- Estados Unidos (planeado)